# Parodiolyra
Parodiolyra là một chi thực vật có hoa trong họ Hòa thảo (Poaceae).

## Loài
Chi Parodiolyra gồm các loài: